# Luís Vieira da Silva
Cônego Luís Vieira da Silva (Passagem de Ouro Branco-Soledade, 1735 - Paraty, 1809) foi um sacerdote da Igreja Católica, cônego do Cabido da Catedral de Mariana, professor de Filosofia no Seminário de Mariana e um dos principais articuladores do movimento revoltoso conhecido como Inconfidência Mineira.
Destacou-se por sua oratória, nunca foi casado, mas teve uma filha. Considerado um dos mais bem instruídos inconfidentes, era um letrado pobre, brasileiro ilustrado, intelectual, católico, enciclopedista, ideólogo, orador erudito, aplicado estudante dos estudos históricos e defensor de um governo independente na América Portuguesa. Por conta do seu grande acervo de livros com conteúdos revolucionários, foi acusado de conspirar contra a Coroa Portuguesa.

## Nascimento, estudos e trajetória eclesiástica
Filho do alferes português Luís Vieira Passos, que vivia da lavoura e de seu ofício de carpinteiro, e da portuguesa Josefa Maria do Espírito Santo. Luís Vieira da Silva foi batizado na Paróquia de Congonhas do Campo, em 21 de fevereiro de 1735. Seus pais eram casados e viviam na fazenda do Guido, região hoje pertencente à Ouro Branco e à época pertencente à Vila Rica.
Em 17 de agosto de 1750, com 15 anos de idade, matriculou-se no Seminário de Nossa Senhora da Boa Morte, em Mariana, onde permaneceu por dois anos. Em dezembro de 1752, seguiu para o Colégio dos Jesuítas, em São Paulo, para cursar filosofia e teologia moral, concluindo os estudos em 1757. Posteriormente, regressou à Mariana e assumiu, antes do seu ordenamento, o cargo de professor de Filosofia do seminário, cadeira que ocuparia por 32 anos, até sua prisão em 1789.
Ordenou-se padre da arquidiocese de Mariana em 23 de março de 1759, e em 24 de março de 1783 tomou posse como cônego. Como um prático da medicina, dava instruções aos marianenses de como manter a higiene e a saúde, em regiões sem a presença de médicos. Valia-se dos textos de ciências baseados na experimentação e na prática clínica, da sua biblioteca. Seguia a medicina moderna, adaptando as possibilidades de tratamento frente às doenças existentes nos tópicos, às disponibilidades de cuidados presentes em Minas Gerais.

## Participação na conjuração mineira
Ao longo dos 32 anos de exercício como professor do seminário de Mariana, Luís Vieira foi constituindo a sua ilustre livraria, que lhe foi sequestrada e minuciosamente descrita pelo escrivão José Luís França Lira, no processo-crime denominado "Autos da Devassa da Inconfidência", aberto para julgar e punir os envolvidos no movimento rebelde de 1789, conhecido como a Inconfidência Mineira. Em 22 de junho de 1789, dia da sua prisão, além da sua biblioteca, procedeu-se o sequestro de outros bens materiais. Foram apreendidos seus móveis, roupas, um escravo de nome Cipriano, dois cavalos, utensílios domésticos, uma luneta e treze mapas emoldurados em jacarandá preto torneado. O levantamento dos livros confiscados durante o julgamento revelam a variedade das obras em sua livraria, cerca de duzentas e setenta, além de oitocentos volumes, com conteúdos científicos a filosóficos.
Levando em consideração seus interrogatórios no processo-crime "Autos da Devassa da Inconfidência", Luís Vieira da Silva possuía um caráter forte e ideias sólidas, mas nunca confessou ter participado das ações idealizadas para a derrubada do governo português. Era abertamente um dos "apoiadores do projeto de instauração do sistema de governo republicano que passou a ser debatido na capitania de Minas Gerais", contudo, esclareceu que apenas  debatia sobre o tema em diferentes lugares e com diferentes interlocutores, em caráter de debate político, sem a pretensão de sublevação contra a monarquia.
Por participar desses debates políticos, somado ao seu acervo livresco e a sua inteligência, Cônego foi considerado um dos responsáveis pela elaboração das leis e planos militares idealizados para a futura "República de Minas Gerais", fato não confirmado. Ser amigo dos poetas Tomás Antônio Gonzaga e Cláudio Manuel da Costa, também pesou contra ele, assim como, a confissão de ter ouvido alguns dos discursos de sublevação do alferes Joaquim José da Silva Xavier. Por não ter denunciado o movimento, foi acusado de ser desleal à Coroa Portuguesa.

Sua prisão se deu a mando do Luís António Faro, Visconde de Barbacena. Luís Vieira da Silva foi preso e enviado para a Metrópole, precisamente Lisboa, onde ocorreria o processo. Como pena, D. João ordenou que ele fosse preso nas fortalezas de São Julião da Barra, na Capital portuguesa, por 4 anos. Não há registro do que aconteceu com o Cônego após seu retorno à América Portuguesa.